# Ла курс бай Тур де Франс
Ла курс бай Тур де Франс (фр. La Course by Le Tour de France) — шоссейная однодневная велогонка, проходившая по территории Франции с 2014 по 2021 год одновременно с одним из этапов мужского Тур де Франс.

## История

### Появление
В 2009 году профессиональная велогонщица Кэтрин Бертине была разочарована, почему не было официального «Женского Тур де Франс». Она написала организаторам гонки — Amaury Sport Organisation (A.S.O.) — с бизнес-планом о том, как может быть создана такая гонка. Ответ не был получен. Впоследствии Бертине совместно с другими велогонщицами Марианной Вос и Эммой Пули и триатлеткой Крисси Веллингтон сформировала группу активистов под названием Le Tour Entier (в переводе с фр. — «Весь тур»).
В 2013 году группа активистов Le Tour Entier обратились к A.S.O. с просьбой запустить женский Тур де Франс. После широкого освещения в СМИ и петиции, подписанной более чем 100 000 человек, A.S.O. объявила о создании с 2014 года женской однодневной гонки Ла курс бай Тур де Франс, которая сразу вошла в Женский мировой шоссейный календарь UCI.
В 2016 году вошла в календарь только что созданного Женского мирового тура UCI.

### Маршрут и места проведения

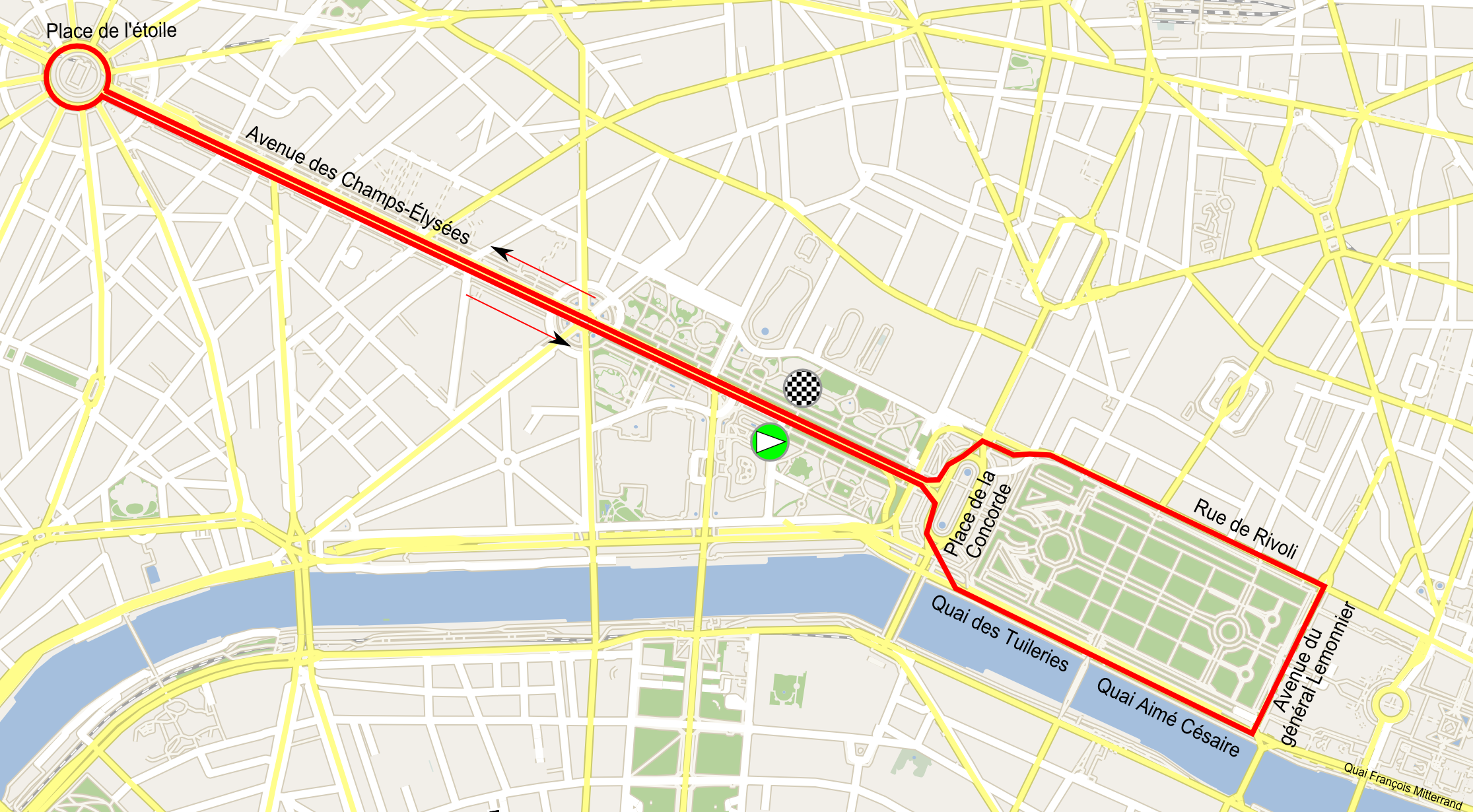
Маршрут гонки на Елисейских Полях в Париже

Гонки проходила в различных местах перед одним из этапов мужского Тур де Франс на той же дистанции поскольку A.S.O. утверждала, что это «лучший способ пролить свет на женский велоспорт».
Первые три года, с 2014 по 2016, гонка проходила в Париже на Елисейских Полях за несколько часов перед заключительным этапом Тур де Франс. Маршрут представлял собой круг протяжённостью почти 7 км который преодолевали 13 раз. Общая протяжённость дистанции составляла 89 км.
С 2017 года маршрут был перенесён на этапы, отличные от финального этапа мужского тура.
В том же 2017 году регламент гонки претерпел ряд изменений. Гонка сохранила категорию однодневной гонки, но её маршрут состоял из двух этапов. Сначала перед 18-м этапом мужского Тура в Альпах прошла групповая гонка на дистанции 67,5 км с горным финишем на Коль д'Изоар по итогам которой 20 лучших гонщиц (при условии, что они уложились в отведенное время) получали возможность стартовать на втором этапе. Именно результаты групповой гонки были учтены UCI, в том числе и в зачёт Женского мирового тура UCI. А через день в Марселе уже перед 20-м этапом мужского Тура на той же дистанции протяжённостью 22,5 км состоялась индивидуальная гонка преследования — гонщицы стартовали с разницей по времени показанному на первом этапе. По результатам второго этапа первая тройка не изменилась и поэтому независимо от того как рассматривается данное издание, однодневное или многодневное, его призёры одни и те же.
На следующий 2018 год вернулись к однодневному формату. Гонка снова прошла в Альпах, но на этот раз перед 10-м этапом мужского Тура на дистанции 118 км с горным финишем на Коль де ла Коломбьер.
В 2019 году гонка прошла перед 13-м этапом мужского Тура в окрестностях города По. В отличие от мужчин, для которых этот этап был в формате индивидуальная гонка, женщины соревновались в формате групповой гонки преодолев пять раз мужскую дистанцию включая восхождение на Кот-д’Эскильо.
В 2020 году изначально было решено вернуться в первоначальному варианту проведения на Елисейских полях в Париже в последний день мужского Тура. Гонка должа была пройти всего за неделю до женской групповой гонки на Олимпийских играх в Токио. Однако из-за пандемии COVID-19 Тур был перенесён с июля на конец августа начало сентября, что в свою очередь отразилось и на сроках женской гонки. В итоге она прошла в конце августа во время первого этапа Тура в Ницце где был организован Гранд депар.
В 2021 году гонку решено было совместить с Гранд депаром мужского Тура который проходил в Бретани. Изначально планировалось провести гонку в воскресенье, на трассе второго этапа мужского Тура. с шестикратным восхождением на Мюр-де-Бретань. Но из-за переноса местных выборов на это же воскресенье, гонку пришлось провести на день раньше, в субботу, по маршруту первого этапа из Бреста до Ландерно с заездом на Кот-де-ла-Фосс-о-Лу.

### Критика
Первоначально гонку хвалили за то, что она получила известность за счёт «разделения сцены» с мужским Тур де Франс, спонсоры приветствовали видимость Елисейских полей и прямую трансляцию по телевидению в связи с Тур де Франс.
Однако гонки подверглись критике со стороны гонщиц, команд и СМИ. Некоторые считали, что гонка была «запоздалой мыслью» и была затмлена мужской гонкой. ASO критиковали за недостаточную работу по продвижению гонки. Издание 2017 года подверглось особой критике за отсутствие условий для гонщиц и команд, отсутствие поддержки при переезде с Коль д’Изоар в Марсель, а также за проблемы, связанные с форматом гонок преследования на время в Марселе. Гонщицы так же отметили, что этапы недостаточно сложны для профессионального пелотона, а бывшая велогонщица и комментатор Джоанна Роуселл заявила: «Нам нужны горные подъёмы, ровные этапы, гонки на время и финиш на Елисейских полях».
Гонку также раскритиковали за то, что она не является «полноценным Тур де Франс», а участница кампании Кэтрин Бертин заявила о своём разочаровании тем, что гонка не превратилась в многодневную гонку. В свою очередь A.S.O. заявила, что проблемы с логистикой означают, что мужской и женский Тур де Франс не могут проводиться одновременно, и что любая гонка должна быть финансово устойчивой.

### Последствия
После успеха данной однодневной гонки и в то же время выступления ассоциации Donnons des elles au vélo и таких велогонщиц как Марианн Вос за более масштабную многодневную гонку A.S.O. приняла решение наконец возобновить проведение женского Тур де Франс. Она создала новую многодневную гонку получившую название Тур де Франс Фамм которая сразу вошла в календарь Женского мирового тура UCI. Это объявление было встречено с похвалой в СМИ, пелотоном и участниками кампании. Бертине предупредила, что женская гонка будет значительно короче мужской гонки, с меньшим призовым фондом и меньшим освещением по телевидению.
Рекордсменками с двумя победами стали нидерландки Аннемик Ван Влёйтен и Марианна Вос. Всего же нидерландки выиграли шесть из восьми гонок.
С 2015 по 2019 год по аналогичной концепции во время Вуэльты Испании A.S.O. проводила Мадридский вызов Вуэльты, который позднее стал полноценной многодневной гонкой.

## Призёры

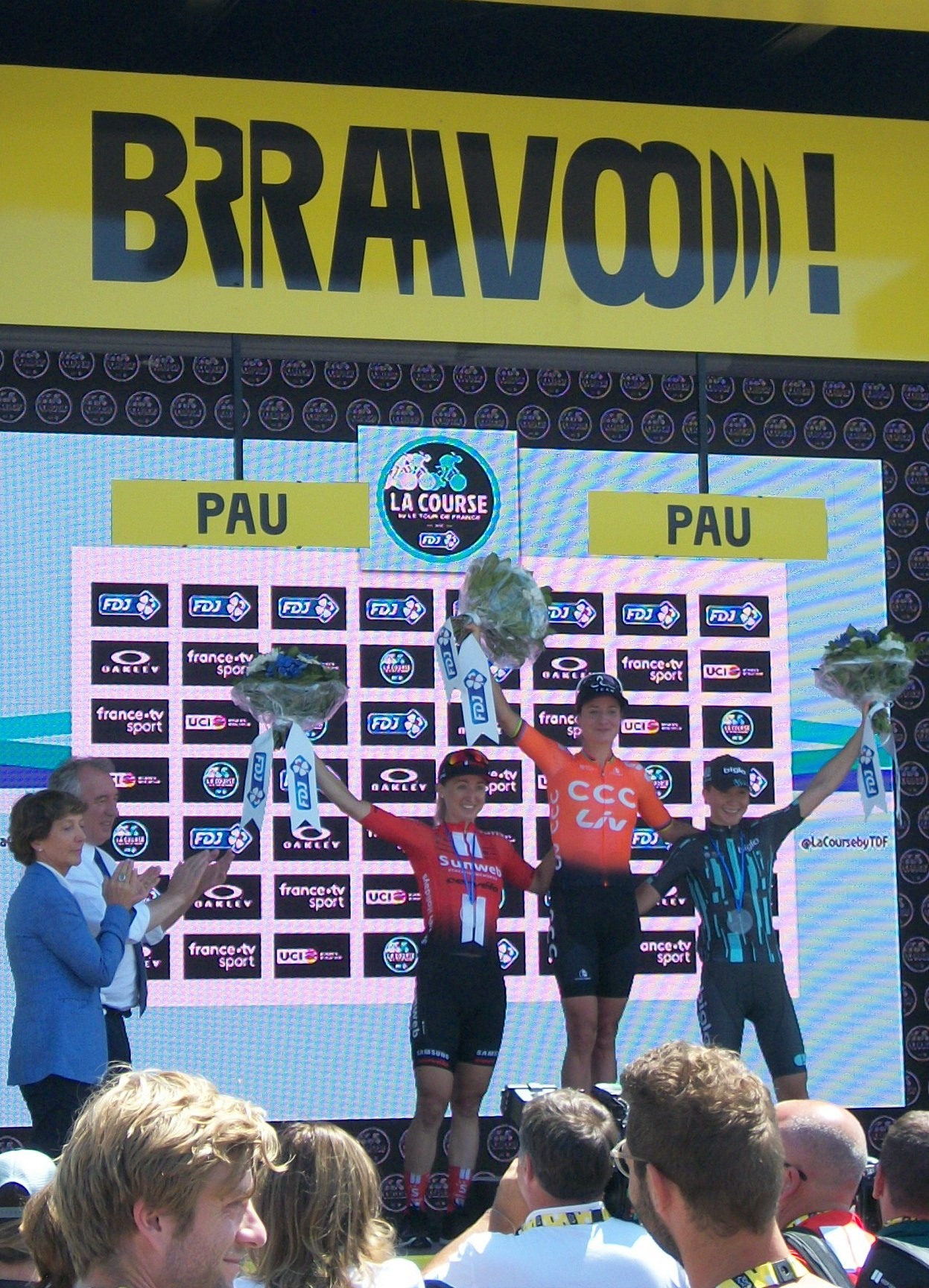
Подиум 2019 года

| Год  | Победитель           | Второй                | Третий                |
| ---- | -------------------- | --------------------- | --------------------- |
| 2014 | Марианна Вос         | Кирстен Вилд          | Леа Кирхманн          |
| 2015 | Анна Ван дер Брегген | Жольен Д'Ор           | Эми Питерс            |
| 2016 | Хлоя Хоскинг         | Лотта Лепистё         | Марианна Вос          |
| 2017 | Аннемик ван Влётен   | Элизабет Дейнан       | Элиза Лонго Боргини   |
| 2018 | Аннемик ван Влётен   | Анна Ван дер Брегген  | Эшли Молман           |
| 2019 | Марианна Вос         | Леа Кирхманн          | Сесилие Уттруп Лудвиг |
| 2020 | Элизабет Дейнан      | Марианна Вос          | Деми Воллеринг        |
| 2021 | Деми Воллеринг       | Сесилие Уттруп Лудвиг | Марианна Вос          |